# リカルド・カルダス
リカルド・カルダス・ゴンサレス ( Ricard Cardús González, 1988年3月18日 - ) は、スペイン・カタルーニャ州バルセロナ出身のオートバイレーサー。かつて同選手権250ccクラスで活躍したカルロス・カルダスの甥にあたる。

## 経歴

### CEV時代
2006年よりスペインロードレース選手権(CEV)125ccクラスに参戦を開始、デビュー戦の開幕戦アルバセテでいきなり3位表彰台に立つ活躍を見せた。クラス2年目の2007年にはロードレース世界選手権第12戦チェコGPにワイルドカード枠で参戦、グランプリデビューを果たした。2008年シーズンにはクラス自己ベストとなる年間ランキング7位を記録、また10月にアルバセテで開催されたヨーロッパ選手権レースでは3位表彰台に立った。
2009年はCEVスーパースポーツクラスに移りヤマハ・YZF-R6を駆って参戦、そして2010年は新たに始まったCEV Moto2クラスに参戦した。このシーズン、カルダスは友人のホルヘ・ロレンソの支援を受け、ラグリッセチームでスッターのシャシーを駆る体制となった。ベストリザルトは4位が2回、シリーズランキング8位を記録した。

### 世界選手権Moto2クラス
また2010年シーズンには、ロードレース世界選手権Moto2クラス第7戦カタルニアGPにキーファー・レーシングからステファン・ブラドルの負傷代役としてデビューした。そして第8戦ドイツGP以降はベルナト・マルティネスに代わりストップ・アンド・ゴー(SAG)チームのレギュラーシートを確保したが、怪我で途中2戦を欠場したこともあってポイント獲得は果たせなかった。
2011年シーズン、カルダスはQMMFレーシングチームに移籍、モリワキのシャシーを駆ってMoto2クラスに継続参戦する。

## 主なレース戦績

### スペインロードレース選手権(CEV)
| シーズン | クラス           | バイク     | 出走 | 優勝 | 表彰台 | ポイント | シリーズ順位 |
| -------- | ---------------- | ---------- | ---- | ---- | ------ | -------- | ------------ |
| 2006年   | 125cc            | デルビ     | 7    | 0    | 1      | 43       | 10位         |
| 2007年   | 125cc            | アプリリア | 7    | 0    | 0      | 9        | 22位         |
| 2008年   | 125cc            | デルビ     | 7    | 0    | 0      | 54       | 7位          |
| 2009年   | スーパースポーツ | ヤマハ     | 7    | 0    | 0      | 23       | 16位         |
| 2010年   | Moto2            | スッター   | 7    | 0    | 0      | 48       | 8位          |

### ロードレース世界選手権
| シーズン | クラス | チーム                                                  | バイク            | 出走 | 優勝 | 表彰台 | PP | FL | ポイント | シリーズ順位 |
| -------- | ------ | ------------------------------------------------------- | ----------------- | ---- | ---- | ------ | -- | -- | -------- | ------------ |
| 2007年   | 125cc  | RACCアプリリア                                          | アプリリア        | 1    | 0    | 0      | 0  | 0  | 0        | -            |
| 2008年   | 125cc  | アンダルシア・デルビ                                    | デルビ            | 2    | 0    | 0      | 0  | 0  | 0        | -            |
| 2010年   | Moto2  | フィースマン・キーファー・レーシング Maquinza SAGチーム | スッター ビモータ | 9    | 0    | 0      | 0  | 0  | 0        | -            |
| 2011年   | Moto2  | QMMFレーシングチーム                                    | モリワキ          |      |      |        |    |    |          |              |
| 合計     |        |                                                         |                   | 12   | 0    | 0      | 0  | 0  | 0        |              |